# 比叡山 (宮崎県)
比叡山（ひえいざん）は宮崎県延岡市北方町に位置する標高760mの山である。なお、山頂については、標高918mの三角点のある地点ではなく、西側の標高760m地点を以って、山頂とすることが多いという。

## 概略
宮崎県北部にある大崩山を中心として、矢筈岳、丹助岳などともに大崩山地を構成するこの山は、1000mには、遠く及ばない標高ではあるものの、一枚岩からなる花崗岩の連なりが生んだ独特の山容と、その山容が織りなす中国の山水画のような渓谷美、そして、760m地点からの展望が非常に優れていることなどから、名勝にも指定されているほどである。五ヶ瀬川の支流の一つ、網ノ瀬川を挟んで、矢筈岳と向かい合うその様相は、まるで岩の門柱のようであるという。1939年に国の天然記念物にも指定されたこの山独特の山容と花崗斑岩質の岩が生み出したロッククライミングに最適な岩場の数々は、秩父山地や瀬戸内海沿岸に点在する各岩場を軽く凌駕する規模のものである。それゆえに、この山は西日本を代表するロッククライミングの殿堂としても有名である。また、4月中旬から下旬にかけては、オンツツジ、コバノミツバツツジ、アケボノツツジ、ヒカゲツツジの、あわせて4種のツツジが同時に咲き乱れるため、その美しさからクライミングのメッカとしてのみならず、花の山としてもつとによく知られている。また、クライミングのメッカとして知られている一方で、足場は悪いものの一般向けの登山道も整備されており、岩壁にそって伸びる道に従って歩けば、岩登りをせずとも、山頂に立つこともできる。

## 脚註

### 註釈
1. ↑  位置情報:北緯32度39分7.9秒 ・ 東経131度27分43.5秒の地点。参考（ウォッちず）国土地理院